# الخراف (الشعر)

تعديل مصدري - تعديل

الخراف هي إحدى قرى عزلة القابل الأسفل بمديرية الشعر التابعة لمحافظة إب، بلغ تعداد سكانها 378 نسمة حسب تعداد اليمن لعام 2004.